# Kalle Landegren
Karl (Kalle) Tets Landegren, född 16 november 1987, är en svensk serieskapare, illustratör och konstnär.

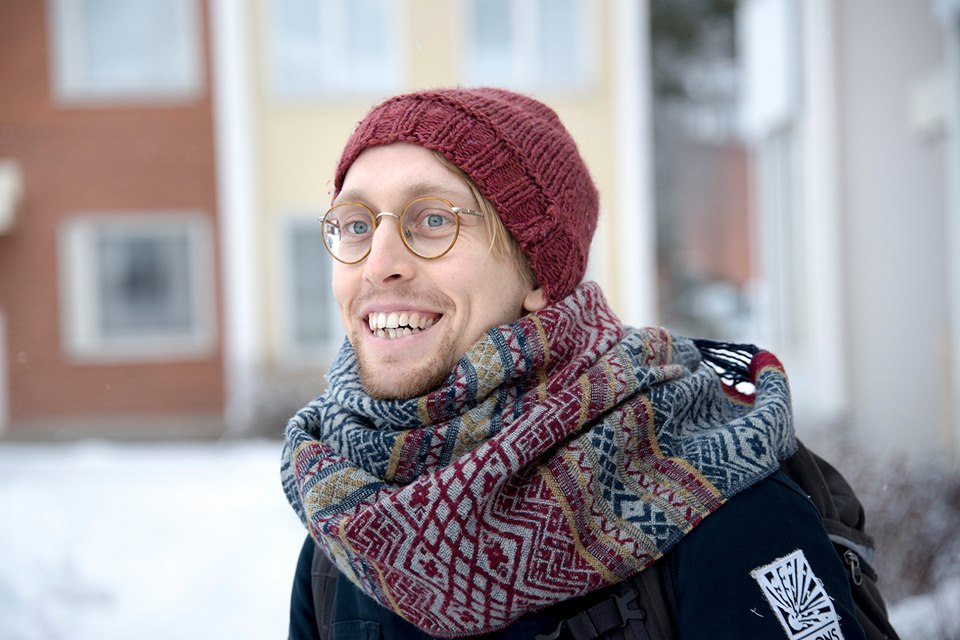
Kalle Landegren, 2018

Kalle Landegren är uppvuxen i Uppsala, där han också har utbildat sig till ämneslärare i historia och samhällskunskap vid Uppsala universitet. Därutöver har han utbildat sig vid serie- och bildberättarprogrammet på Högskolan i Gävle, Berättande animerad film vid Stockholms dramatiska högskola samt Serietecknarskolan i Hofors.  
Idag driver Landegren vid sidan av andra uppdrag en serie- och illustrationsblogg vid namn Lakkel där han publicerar delar av sina alster och där han skriver under pseudonymen "Lakkel".

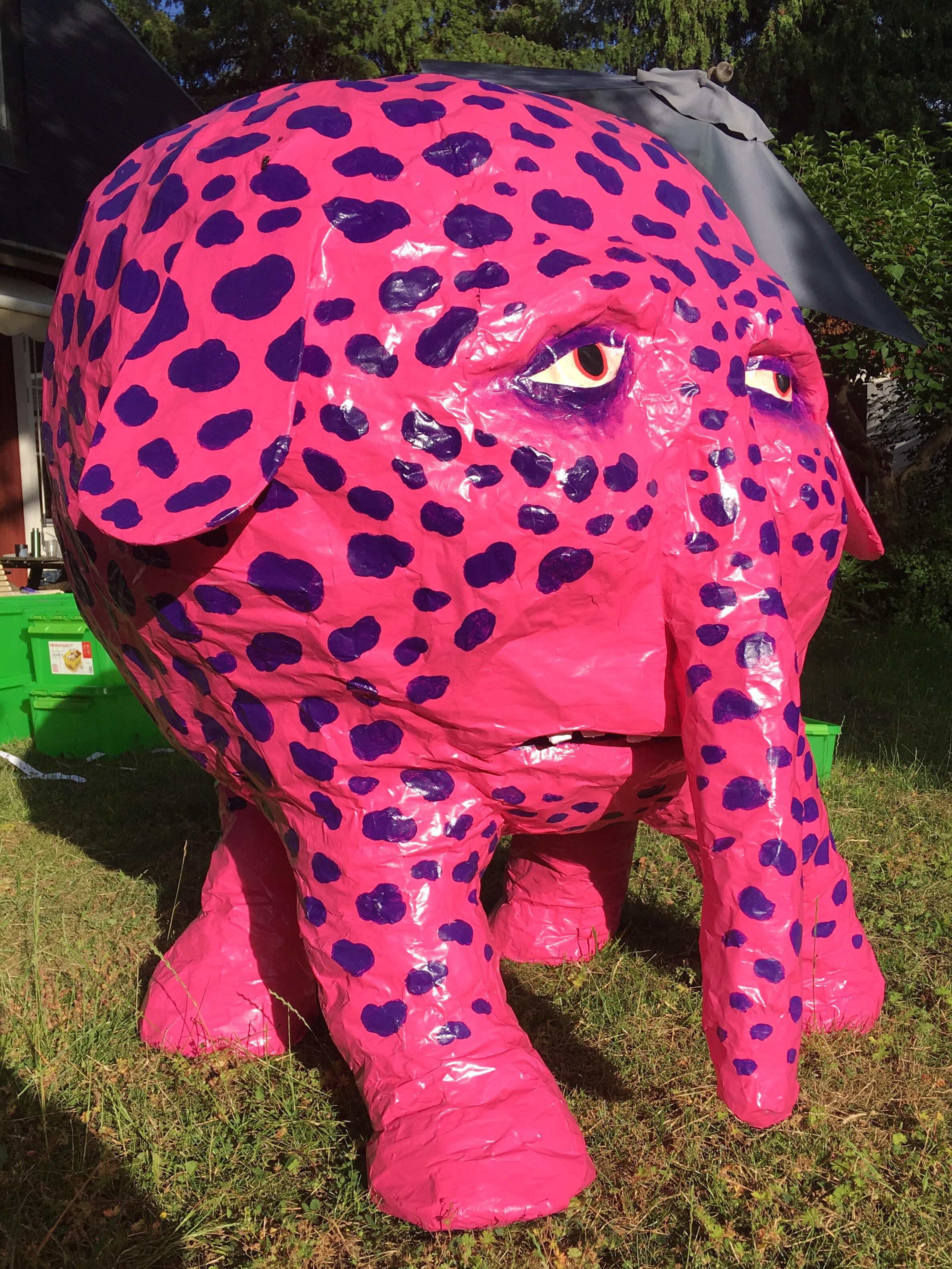
Konstverket "Elefanten i rummet" (2019)

## Karriär
Landegren delade tidigare tecknarateljé med serieskaparen Fyffe Liegnell samt serietecknaren och speldesignern Olov Redmalm. Landegrens serier har publicerats i bland annat Rocky, Galago, Babian.se, Re:publik samt Comic Royale, i vilken han tidigare även medverkat som redaktör. Han har även bidragit med serier till Sveriges största studenttidning Ergo i Uppsala. Landegren har också tecknat för — och samarbetat med — bokförlaget Bonnier Carlsen samt det statliga verket Statens konstråd.
På uppdrag från Statens konstråd har Landegren tillsammans med Internationella kvinnoföreningen i Ljusdal arbetat fram olika motiv till väggmålningar som en del av regeringssatsningen "Konst händer". Landegrens väggmålningar har namnet Gärdeåsens sju underverk (2018) och består av sammanlagt sju väggmålningar på temat "Mirakel". Motiven i väggmålningarna är baserade på tankar hos de boende i området där väggarna står, och vad ett mirakel är eller kan vara för dem. 
Ett annat exempel på Kalle Landegrens konstverk är skulpturen Elefanten i rummet (2019) som han skapade på uppdrag för medlemsföreningen Fatta och projektet ”Fatta Jobbet” . Projektets syfte handlade om att förebygga sexuella trakasserier på arbetsplatser och tystnadskulturer kring detta. Konstverkets uppgift var att ta plats och synas i det offentliga rummet och därigenom ”bryta tystnaden” och starta samtal om samtycke. 
Landegren är också illustratör till barn- och ungdomsboken Morris Mohlin på iskallt uppdrag (2019) skriven av författaren Maria Frensborg, utgiven av förlaget Bonnier Carlsen. Boken har beskrivits som "brutalhumor när den är som bäst!" och ingår i en bokserie i samband med en kommande uppföljare; Morris Mohlin är levande måltavla som ges ut år 2020.
Han har även bidragit med illustrationer till läromedlet 17 också!, ett läromedel om de globala målen utgivet av förlaget Läroriket (2018). Läromedlet är riktat till ungdomar i syfte att utbilda och informera kring miljö- och hållbarhetsfrågor.  
Landegrens produktion består av en blandning av illustrationer, serier och konstverk som kan kännetecknas vid en absurd, mardrömsliknande, komisk och helt skruvad värld med mystiska undertoner och vissa politiska budskap.